# تیم ملی بسکتبال زنان بلغارستان
تیم ملی بسکتبال زنان بلغارستان (به بلغاری: България отбор жени национален по баскетбол)، نماینده بلغارستان در مسابقات بین‌المللی بسکتبال زنان است و توسط فدراسیون بسکتبال بلغارستان اداره می‌شود.